# حسنقلی‌خان
حسنقلی‌خان (بهبهان)، روستایی از توابع بخش مرکزی شهرستان بهبهان در استان خوزستان ایران است.

## جمعیت
این روستا در دهستان دودانگه قرار دارد و براساس سرشماری مرکز آمار ایران در سال ۱۳۸۵، جمعیت آن ۴۵ نفر (۹خانوار) بوده‌است.